# Guelmim-Es Semara
Guelmim-Es Semara era una delle 16 Regioni del Marocco, istituita nel 1997 e soppressa nel 2015. 
La parte più meridionale della regione fa parte del Sahara Occidentale, territori la cui sovranità è contestata.
La regione comprendeva le province di:
- Provincia di Assa-Zag
- Provincia di Semara (nel Sahara occidentale)
- Provincia di Guelmim
- Provincia di Tan-Tan
- Provincia di Tata